# El otoño del patriarca
El otoño del patriarca es una novela del escritor colombiano Gabriel García Márquez, publicada en 1975. 
La novela, que está considerada como una fábula sobre la soledad del poder, se desarrolla en un país ficticio a orillas del Mar Caribe. Este país es gobernado por un anciano dictador que recrea el prototipo de las dictaduras latinoamericanas del siglo XX.
En El otoño del patriarca, y con un estilo muy singular, García Márquez utiliza largos párrafos con escasos puntos seguidos o aparte, en los que logra entrelazar distintos puntos de vista narrativos; una especie de monólogo múltiple en el que intervienen varias voces sin identificarse, siendo su novela más compleja y elaborada. Se le considera un largo poema en prosa y la obra que mejor representa al mítico tirano contemporáneo.

## Personajes principales
- El dictador o Patriarca: Un anciano general que no recuerda su edad y no dispone de educación escolar. Fue instalado en el poder tras un golpe militar financiado por los ingleses y luego mantenido por los "gringos". El pueblo lo ve como una leyenda. Utiliza métodos violentos para hacer que se cumpla su ley. Su nombre, Zacarías, es mencionado solamente una vez en todo el relato.

- Bendición Alvarado: Madre del dictador. Vivía en la pobreza y se ganaba la vida pintando pájaros para venderlos en el mercado, sin llegar a saber que era una de las mujeres más ricas del planeta, ya que su hijo registraba a nombre de ella cuanto adquiría con los negocios del gobierno. Al morir ésta, el general proclama su canonización civil y la nombra patrona de la nación, curadora de enfermos y maestra de los pájaros, decretándose fiesta nacional el día de su nacimiento, conocida desde entonces como Santa Bendición Alvarado de los pájaros.

- Leticia Nazareno: Novicia que es elegida por el general para ser su compañera el día en que expulsa a todos los religiosos de la nación tras romper relaciones con la Santa Sede y expropiar los bienes de la iglesia. Leticia se convierte en su amante y esposa, llegando a gozar de una gran influencia en las decisiones del general. Por ello termina ganándose la antipatía del círculo de poder y de la población en general, lo que conduce a que se arme una conspiración en su contra y sea devorada, junto a su pequeño hijo, por perros entrenados.

- Manuela Sánchez: Joven de la que el general se enamora y a quien quiere convertir en su amante. Manuela desaparece sin explicación alguna estando en el tejado de su casa junto al dictador mientras observaban la aparición de un eclipse.

- Patricio Aragonés: Hombre idéntico físicamente al general, Aragonés le fue fiel al general, hasta que este descubre su traición y la enorme cantidad de conspiraciones que había tejido en su contra. Antes de dar su golpe maestro, se muere, ya que estaba sufriendo una enfermedad. Su cuerpo luego es tomado por el general, quien lo viste para fingir su muerte (fingir la muerte del general)

- Saturno Santos: Indígena legendario que protege al general con su machete.

- José Ignacio Sáenz de la Barra: Descendiente de la aristocracia criolla que es desplazada del poder por las guerras civiles. Este personaje es designado por el general como Jefe de los Servicios de Inteligencia y del aparato represor del Estado (incluida la Policía secreta). Fue el tercer personaje en obtener un poder inmenso a las sombras del anciano dictador después de Rodrigo de Aguilar y de Leticia Nazareno. Al final es torturado, asesinado y colgado de un farol de la Plaza de Armas por órdenes del propio general.

- Rodrigo de Aguilar: Coronel que durante muchísimo tiempo gozó de plenos poderes, otorgados por el dictador, hasta que se comprobó su traición.